# Nashville (Maine)
Pour les articles homonymes, voir Nashville (homonymie).
Nashville est une ville située dans l’État américain du Maine, dans le comté d’Aroostook. 

## Géographie
|  | Portage Lake (Maine) |              |
|  | Nashville            | Wade (Maine) |
|  | Garfield (Maine)     |              |